# Sharon Tandy

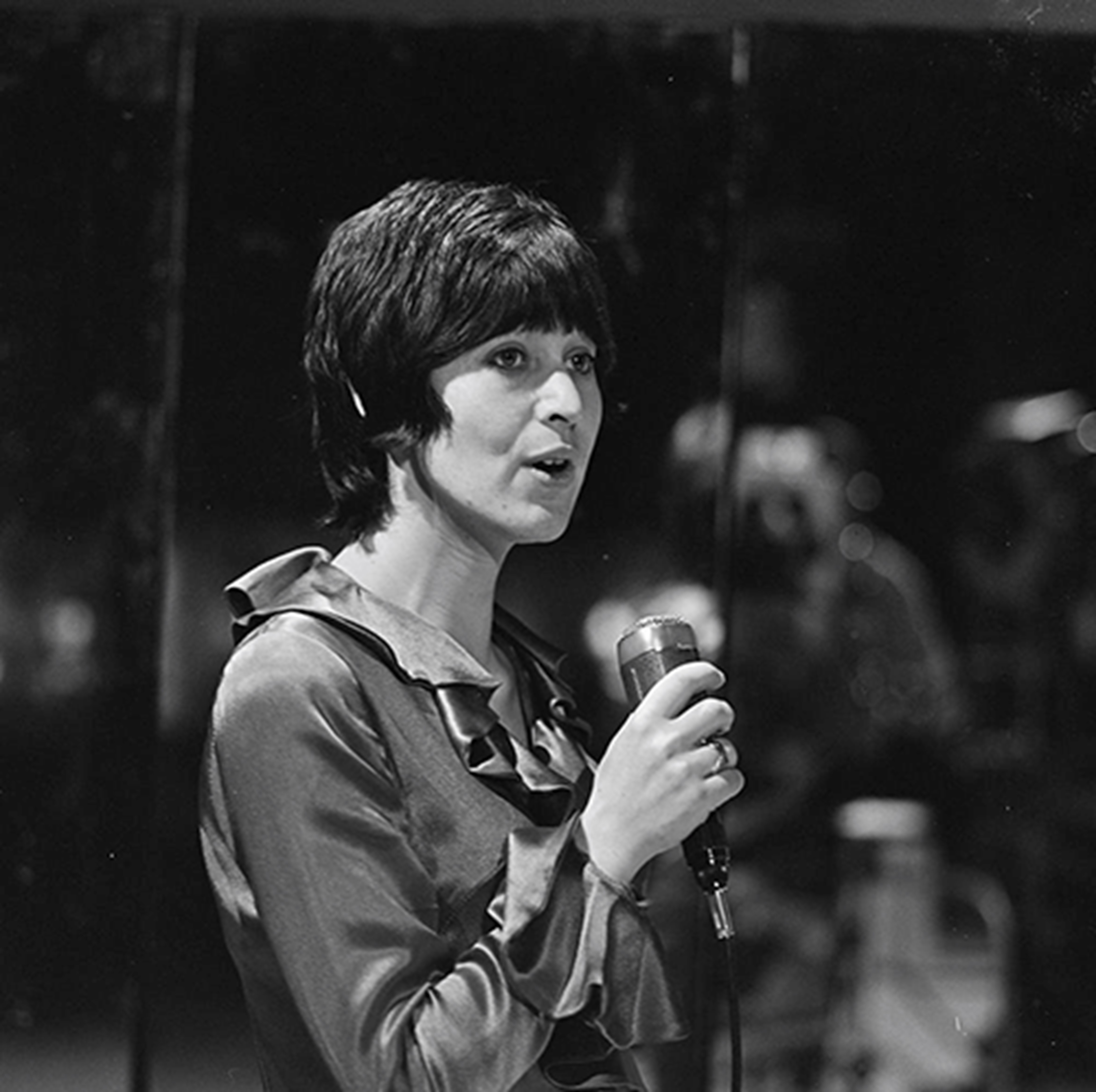
Sharon Tandy in der niederländischen Fernsehshow Fenklup, 9. Februar 1968

Sharon Tandy, bürgerlich Sharon Finkelstein (* 18. September 1943 in Johannesburg, Südafrika; † 21. März 2015 in London, Vereinigtes Königreich) war eine südafrikanische Sängerin, die in den 1960er Jahren im Vereinigten Königreich aktiv war. Sie war die erste weiße Künstlerin bei Stax Records. Richie Unterberger von AllMusic bezeichnete sie als „Blue-Eyed-Soul-Sängerin im Stil von Dusty Springfield, sowohl stimmlich als auch in ihrer Vielfalt, da sie Soul, britische Popmusik und Psychedelic Rock verband.“

## Biografie
Sharon Tandy wuchs als Sharon Finkelstein in Doornfontein, einem damals weitgehend jüdisch geprägten Vorort von Johannesburg in Südafrika auf. Als Teenager sang sie in einer ortsansässigen Band und nahm erste Lieder für südafrikanische Plattenfirmen wie Continental und Gallotone auf, wo 1962 ihr einziges Album Sharon Loves You Know Who? erschien. Dieses Album wurde nie auf CD oder in Streaming-Portalen veröffentlicht und originale Vinylpressungen sind extrem selten und teuer.
Mit 19 Jahren lernte sie in einem Plattenladen den ebenfalls aus Johannesburg stammenden Musikmanager Frank Fenter kennen, der zu dem Zeitpunkt die britische Gruppe The Couriers betreute. Fenter produzierte 1964 den ersten südafrikanischen Beat-Film, Africa Shakes (veröffentlicht 1966; Regie: Basil Mailer), in dem unter anderen Dana Valery und die Tremeloes auftraten. Fenter brachte auch Tandy in dem Film unter, in dem sie die Lieder I Am Movin' On und Meadowlands sang.
1964 zog Tandy zusammen mit Fenter nach London, wo er ihr einen Vertrag bei Pye Records verschaffte (Tandy und Fenter heirateten 1967). Dort erschien im März 1965 ihre erste britische Single, Now That You’ve Gone, eine Coverversion eines französischen Albumtracks von Petula Clark, Puisque tu pars. 1966 folgte ein Wechsel zu Mercury Records, wo Tandy ein Cover von Deon Jacksons Love Makes the World Go Round veröffentlichte. Im gleichen Jahr trat sie in der populären Musikfernsehsendung Thank Your Lucky Stars auf.
1966 ernannte Ahmet Ertegün Fenter zum Geschäftsführer des britischen Abzweigs von Atlantic Records. Tandy wechselte daraufhin von Mercury zu Stax Records, was von Atlantic vertrieben wurde. Sie war im November 1966 die erste weiße/europäische Sängerin, die im Aufnahmestudio von Stax in der East McLemore Avenue mit Booker T. & the M.G.’s als Sessionmusiker arbeitete. Tandys erste Single dort war das von Isaac Hayes und David Porter geschriebene Stück Toe-Hold, das in den USA von der ebenfalls bei Stax unter Vertrag stehenden Sängerin Carla Thomas aufgenommen worden war. Als Nächstes folgte eine Coverversion von Lorraine Ellisons Stay With Me. Diese Single wurde auch in Deutschland veröffentlicht, wo Tandy in der Sendung Beat-Club auftrat und es auch in die Charts schaffte. Die nächste Single, Our Day Will Come, war 1963 ein Nr.-1-Hit für die US-Gruppe Ruby & the Romantics gewesen.
Im gleichen Zeitraum trat Tandy im Vorprogramm für Sonny and Cher und die Beach Boys auf. Die britische Freakbeat-Gruppe Les Fleur de Lys begleitete Tandy auf vielen ihrer Studioaufnahmen. Im März 1967 nahm Tandy zusammen mit Otis Redding, Sam & Dave, Eddie Floyd und Booker T. & the M.G.’s an der britischen Stax/Volt-Tournee (Hit the Road, Stax) teil.
Im April 1968 eröffnete Tandy beim Rose-d’Or-Festival in Montreux für Aretha Franklin. Für die nächste Single-Veröffentlichung verwendete man zwei Beatles-Songs, The Fool on the Hill für die A-Seite und For No One für die B-Seite.
Gotta Get Enough Time war im Februar 1969 Tandys letzte britische Solo-Single. Mit Tony Head von Les Fleur de Lys veröffentlichte sie noch im gleichen Jahr das Duett Two Can Make It Together, ein US-Hit für Marvin Gaye und Tammi Terrell. 1970 trennte sich Tandy von Frank Fenter und ging zurück nach Südafrika. Dort veröffentlichte sie in den 1970ern noch einige Singles, von denen drei in den südafrikanischen Top Ten landeten, darunter Duette mit Billy Forrest und Graham Clarke. 1989 trat sie in dem südafrikanischen Boxfilm Blutiger Ruhm (Originaltitel: Brutal Glory) als Sängerin auf.
Sharon Tandy starb am 21. März 2015 nach langer Krankheit in London.

## Diskografie

### Studioalben
- 1962: Sharon Loves You Know Who? (Gallotone GALP 1220)

### Singles
- 1962: Tintarella di luna / Hava Nagila (Continental PD 7-8572)
- 1964: My Prayer / For You (Renown N 1369)
- 1965: Now That You’ve Gone / Hurtin’ Me (Pye 7N.15806)
- 1965: It’s an Uphill Climb to the Bottom / Don’t Be Proud (Polydor NH 58103) – unveröffentlicht
- 1965: I’ve Found Love / Perhaps Not Forever (Pye 7N.15939)
- 1966: Love Makes the World Go Round / By My Side (Mercury MF 898)
- 1967: Toe-Hold / I Can’t Get Over It (Atlantic 584098)
- 1967: Our Day Will Come / Look and Find (Atlantic 584137)
- 1967: Stay with Me / Hold On (Atlantic 584124)
- 1967: This Land of Mine (Theme from “Exodus”) / What the World Needs Now Is Love (Polydor 56180) – als Debrah Aire
- 1968: You’ve Gotta Believe It / Border Town (Atlantic 584194)
- 1968: The Fool on the Hill / For No One (Atlantic 584166)
- 1968: Love Is Not a Simple Affair / Hurry Hurry Choo Choo (Atlantic 584181)
- 1968: The Way She Looks at You / He’ll Hurt Me (Atlantic 584214)
- 1968: Hold On / Daughter of the Sun (Atlantic 584219)
- 1969: Gotta Get Enough Time / Somebody Speaks Your Name (Atlantic 584242)
- 1969: Two Can Make It Together / The Bitter and the Sweet (Atlantic 584262) – mit Tony Head als Tony and Tandy
- 1972: Hello-A / A Rose by Any Other Name (World Record Company ORS 668) – mit Billy Forrest
- 1973: I Hear Those Churchbells Ringing / Live Love (Aztec ACS.2) – mit Billy Forrest
- 1974: My Man (A Sweet Man) / Picture Perfect (Aztec ACS.10)
- 1974: I Am What I Am / Keep It in the Family (Aztec ACS-1-CD) – mit Billy Forrest
- 1975: Nickel Song / The Further We Reach Out (Atlantic ATS 800)
- 1976: For the First Time / Michael John (Atlantic 45-801) – mit Billy Forrest
- 1977: I Believe In You / I Surrender (Aztec ACS 16) – mit Graham Clarke
- 1977: Welcome Home / You Left Me (Polydor PS 495) – als Harvest mit Dave Ornellas
- 1981: Bang Bang (My Baby Shot Me Down) / I Surrender (WEA International WIS 547)

### Extended Plays
- 2011: From Mexico With Love: Walk From Here to Mexico, Somebody Speaks Your Name, Daughter of the Sun, Roundabout (Acid Jazz AJX256S)

### Compilations
- 2004: You Gotta Believe It’s… Sharon Tandy (Big Beat Records CDWIKD 233)